# Trichostomum humile
Trichostomum humile là một loài Rêu trong họ Pottiaceae. Loài này được (Hedw.) Guim. miêu tả khoa học đầu tiên năm 1919.